# 王劭 (隋朝)
王劭，字君懋，生卒年不详。隋代历史学家。
父王松年，北齐任御史中丞。王劭被魏收聘为参开府军事，北齐官至中书舍人，北周時，仍为中书舍人。入隋授著作佐郎，在家编《齐书》。内史侍郎李之操告发王劭私撰国史。隋文帝派人没收其著作，览後大为高兴。任员外散骑侍郎，负责撰修起居注。撰成《皇隋灵感志》30卷，另著有《隋書》80卷、《齐志》20卷、《齐书》纪传100卷、《平贼记》3卷、《讀書記》30卷。
王劭好采集迂誕不经的故事及传闻轶事，故《隋书》对他评价不高：“好诡怪之说，尚委巷之谈，文词鄙秽，体统繁杂；直愧南、董，才无迁、固，徒烦翰墨，不足观采”。

## 延伸阅读
[在维基数据编辑]
 《隋書·卷69》，出自魏徵《隋书》